# Sky chord 〜大人になる君へ〜
「Sky chord 〜大人になる君へ〜」（スカイ コード 〜おとなになるきみへ〜）は、日本のシンガーソングライター・辻詩音の2作目のシングル作品。2009年2月25日にDefSTAR RECORDSよりリリース。

## 解説
2009年第1弾シングル。初回生産盤は『BLEACH』描下ろし特製ワイドキャップステッカー仕様。
本作はリリース以前から卒業ソングとしても注目されており、辻はリリース直前の2009年2月26日・27日に学校でのシークレットライブを行っている。

## 収録曲
1. Sky chord 〜大人になる君へ〜
TX系テレビアニメ『BLEACH』エンディングテーマ（2009年1月13日 - 2009年4月7日放送分）。
2. Brand new day
KBCテレビ他『2009フジパンCUP YOUTH U-12 SOCCER TOURNAMENT』テーマソング。
3. Candy kicks (Acoustic Version)
1stシングル曲である「Candy kicks」のアコースティックバージョン。
4. Sky chord 〜大人になる君へ〜 (Instrumental)

全曲、作詞/作曲：辻詩音 編曲：mw

## 収録アルバム
- Catch!（#1）